# Cézanne (film)
Cézanne è un cortometraggio documentario del 1978 diretto da Charles Eames e Ray Eames e basato sulla vita del pittore francese Paul Cézanne.